# Aeropuerto Internacional de Kogalym
El Aeropuerto Internacional de Kogalym (En ruso: Международный аэропорт Когалым) (IATA: KGP, ICAO: USRK) es un aeropuerto situado a 9 km al sur de la ciudad de Kogalym, en el Distrito Autónomo de Janti-Mansi-Yugra, Rusia
En el año 1986, por iniciativa de la empresa petrolera Lukoil, empezó la construcción del aeródromo, que celebró el vuelo inaugural con el vuelo técnico de un An-26.
El espacio aéreo está controlado desde el FIR del aeropuerto de Surgut (ICAO: USRR)

## Pista
Cuenta con una pista de hormigón en dirección 17/35 de 2.507x42 m (8.224x138 pies).
Existen 3 calles de rodaje: RD1, de 12 m de anchura, RD2 y RD3, ambas con 22 m.
Tanto la pista como las calles de rodaje tienen clasificación PCN 25/R/A/X/T. Esta situación cambia en invierno como consecuencia de la congelación del terreno, que llega a más de 66 cm de profundidad, pasando las características a PCN 35/R/A/X/T
Entre las ayudas a la navegación, el aeropuerto dispone de ATIS en ruso e inglés, Sistema de Aproximación de Precisión (PAPI - Precision Approach Path Indicator) en ambas pistas y también de sistema de aterrizaje instrumental SP-80.
Es adecuado para ser utilizado por los siguientes tipos de aeronaves : Il-76T, IL-18, Tu-204, Tu-214, Tu-154, Tu-134, Yak-42, AN-12, An-72, An-74, An-140, An-148, BAE-125-700, ATR 42, ATR 72 y sus modificaciones, Boeing-737-300, Boeing 737-500, Boeing 757-200, A319-100, A320-200 Bombardier CRJ100/200 y otros tipos de clases III y IV, todos los tipos de helicópteros de día y de noche durante todo el año.

## Plataforma
El aeropuerto cuenta con 13 plazas de estacionamiento.

## Aerolíneas y destinos
| Código compañía | Nombre compañía | Destinos                                    |
| --------------- | --------------- | ------------------------------------------- |
| 7K              | Kogalymavia     | Moscú-Domodedovo, Samara-Kurumoch, Norilsk. |
| UT              | UTair Aviation  | Moscú-Vnukovo, Tyumen, Uraj, Ufa.           |
| LUK             | LUKoil-Avia     |                                             |
| LК              | IRPA-Rosto      |                                             |
|                 | AviaPanj        |                                             |